# Serra Mitjana (Isona i Conca Dellà)

La Serra Mitjana, respecte del terme d'Abella de la Conca

La Serra Mitjana és una serra del terme municipal d'Isona i Conca Dellà, a la comarca del Pallars Jussà, que pertanyia a l'antic municipi d'Isona, tot i que a l'extrem nord-occidental, arriba a tocar el terme del veí municipi d'Abella de la Conca.
Està situada a llevant i nord-est del poble de Siall, s'estén de sud-oest a nord-est i separa les valls del barranc de l'Espluga, capçalera del barranc de Rater (al nord-oest) i del de la Bassa. La seva continuïtat cap al sud-oest està formada pel Serrat Llarg i pels Serrats de Llordà. Al capdavall del Serrat Llarg hi ha el Castell de Llordà i el poble del mateix nom que el castell.
El seu extrem nord-oriental i alhora cim més elevat és l'Estadella, de 1.473,9 m. alt., a partir del qual va davallant cap al sud-oest, passant per la Corona, de 1.462,3, fins que arriba a les Gavarrones, on enllaça amb el Serrat Llarg i els serrats de Llordà. Les Gavarrones són a 1.075 m. alt.
Inclou l'important bosc del Cimadal, a més de dues formacions rocoses destacades: el Roc del Rosser i el Roc del Violí, propers entre ells, en el sector meridional de la serra, a la dreta del barranc de la Bassa. També inclou nombroses fonts: font dels Barrons, font dels Bullidors, font de Caps, Font Lledó, font del Tros, font de les Basses...
El seu extrem superior i septentrional està inclòs dins de l'espai protegit de Serra Mitjana (SMJ 139, segons el codi del Pla d'Espais d'Interès Natural, o PEIN).
Una sola pista forestal travessa la Serra Mitjana, per la seva part baixa. És el camí de Siall a l'Obac de Biscarri, que mena a aquesta zona obaga situada al vessant de ponent del Cogulló de Sant Quiri, al nord-est del poble de Biscarri. Aquesta pista és l'únic accés amb vehicle a la serra, tot i que la creuen diversos camins i corriols.

## Etimologia
El topònim Serra Mitjana és, de fet, un topònim genèric que s'aplica a molts llocs de Catalunya per a designar serres que estan entre dues altres serres, o entre el pla i una serra de força alçada.
També pot designar una serra que fa de partió entre dues unitats geogràfiques diferenciades, que és, precisament, el cas d'aquesta Serra Mitjana, que separa les valls afluents del riu de Conques, pertanyents al Pallars Jussà, de les valls afluents del Rialb, pertanyents a la Noguera.
És un topònim romànic descriptiu, derivat de les paraules comunes catalanes serra i mitjà, mitjana.

## L'Espai d'Interès Natural Serra Mitjana
L'Espai d'Interès Natural Serra Mitjana és un espai natural de la comarca del Pallars Jussà que s'estén pels termes municipals d'Abella de la Conca i Isona i Conca Dellà (antic terme d'Isona).
Té com a centre la Serra Mitjana, que li dona nom, però l'espai d'interès natural arriba més enllà del que seria estrictament aquesta serra.
De les seves 1.562,13 ha. d'extensió, 146,76 ha són a Abella de la Conca, en territoris de l'antic poble de la Rua, i 1.415,37 en el terme d'Isona i Conca Dellà, en territori del poble de Siall, de l'antic terme d'Isona.

En el preàmbul del decret de creació d'aquest espai d'interès natural podem llegir:
Petit espai a la capçalera del riu Rialb, que fa de pont per una banda entre la perllogació vers llevant de la serra del Montsec i per altra de la serra d'Aubenç. És per això que tot i la seva singularitat, participa de moltes de les característiques comunes d'aquests espais.
La serra Mitjana presenta l'interès d'acollir en poca extensió una bona representació dels ecosistemes forestals d'aquest territori pre-pirinenc. A part d'això, cal considerar el bon estat de conservació d'algunes de les seves comunitats vegetals. L'espai també presenta l'interès biogeogràfic de constituir, junt amb l'alineació Montsec-Mitjana-Aubenç, un dels límits meridionals de distribució per a moltes espècies de la flora (faig, pi negre…) i de la fauna (pigot negre, gall fer comú, ...). De la fauna es troben altres espècies molt interessants tant pel que fa a l'hepetofauna, com per les comunitats de passeriformes i determinats arvicòlids i sorícids.
Cal remarcar la presència en aquest espai de la fageda amb boix (Buxo-Fagetum), molt rica, però amb un nucli important d'espècies acidòfiles (Vaccinium myrtillus, Veronica officinalis, ...). A les obagues humides la fageda alterna amb pinedes de pi roig secundàries, mentre les pinedes boreals amb boixerola (Deschampisio-Pinion) ocupen una part important dels nivells culminals. A les clarianes d'aquests boscos tenen una significació especial les brolles muntanyenques i silicícoles d'estepes i brucs (Cistion laurifolii), rares en el conjunt del país.
En conjunt l'espai acull una notable diversitat de comunitats vegetals, ben representatives de la muntanya mitjana del Pre-pirineu central.

### Delimitacions
Estan clarament definides en el Pla especial de delimitació del març del 2000 de la Direcció General de Patrimoni Natural i del Medi Físic del Departament de Medi Ambient de la Generalitat de Catalunya:
En síntesi, l'espai dins el terme municipal d'Abella de la Conca, limita al nord amb el Coll d'Espina i continua al llarg del camí de la Rua fins a envoltar les Solanes de Cal Negre, des d'on continua en direcció sud-est per anar a buscar la línia de cota 1.200 recollint l'espai anomenat de Roca Blanca, continua al vessant est sobre la mateixa cota a peu del rocam de Roca Blanca. A l'altura del Serrat del Convent, ja dins el terme municipal d'Isona i Conca Dellà, el límit guanya alçada, tallant el rocam fins a trobar la cota 1.300 m i ressegueix aquesta línia de cota, recollint l'espai del bosc del Cimadal fins al Torrent de Lliró, continua en direcció nord pel Clot de Batlles fins a arribar al camí de Petrolers, continua al llarg d'aquest i arriba al camí de Font de Caps, davalla al llarg d'aquest fins a trobar la cota 1.200 m i resseguir-la envoltant els espais de Rassos de Sialls i el Ras de Coll d'Espina fins al punt on la línia de cota 1.200 m talla l'eix del riu del Llinar, des d'aquest punt el límit de l'espai va a buscar el Coll d'Espina.
En el mateix document hi ha encara una altra delimitació molt detallada.